# Deathstalker 3
Deathstalker 3 (Deathstalker y los guerreros del infierno o Deathstalker 3, los guerreros del infierno en Latinoamérica) es una película mexicana-estadounidense de acción y aventuras de 1988. Es la segunda secuela de Deathstalker. Esta película aún no ha sido lanzada en DVD.

## Sinopsis
Deathstalker se enfrenta contra el malvado mago y gobernante de la región del sur, Troxartes, y su banda de guerreros inmortales. Deathstalker tiene la confianza de la bella princesa Carissa para proteger a una de las 3 encantadas joyas que en conjunto tienen la llave de una ciudad perdida que alberga un fabuloso tesoro, la ciudad de Erendor.

## Reparto
- John Allen Nelson ... Deathstalker
- Carla Herd ... Carissa / Elizena
- Terri Treas ... Camisarde
- Thom Christopher ... Troxartes
- Aarón Hernán ... Nicias
- Roger Cudney ... Inaros
- Agustín Salvat ... Makut
- Claudia Inchaurregui ... Marinda